# Henrique Hilário
Henrique Hilário Meireles Alves Sampaio, detto Hilário (São Pedro da Cova, 21 ottobre 1975), è un allenatore di calcio ed ex calciatore portoghese, di ruolo portiere, preparatore dei portieri della nazionale inglese.

## Carriera

### Club
Nel novembre 2006 è salito alla ribalta a causa degli infortuni del primo portiere, il ceco Petr Čech, e della sua prima riserva, l'italiano Carlo Cudicini. Essendo questi due fuori causa, è toccato a Hilário difendere la porta dei Blues nell'importante match di Champions League contro i campioni in carica del Barcellona. Non ha subito gol (il Chelsea ha vinto 1-0), ha dimostrato di saper compiere ottime parate e alla fine è risultato anche fra i migliori in campo. Nel match di Premier League di dieci giorni dopo, a Sheffield, contro lo Sheffield United, terminato 2-0 per il Chelsea, Hilário ha parato un rigore. Con l'abbandono di Carlo Cudicini che è andato al Tottenham, diventa il secondo portiere, ma a causa di alcune prestazioni poco convincenti, viene superato da Ross Turnbull e ritorna ad essere il terzo portiere. Il 13 giugno 2011, in scadenza di contratto, rinnova il proprio contratto ancora per la stagione 2011-2012.. Nel 2011-2012 vince la Champions League con il Chelsea. Nella stagione 2012-2013 vince l'Europa League pur non scendendo in campo.

### Allenatore
Dopo essersi ritirato nel 2014, dal 2016 al 2024 ha allenato i portieri del Chelsea. Dal 1º gennaio 2025 sarà il nuovo preparatore dei portieri della nazionale inglese nello staff del neo selezionatore Thomas Tuchel.

## Statistiche

### Presenze e reti nei club
Statistiche aggiornate al 27 agosto 2011.
| Stagione        | Squadra         | Campionato      | Campionato | Campionato | Coppe nazionali | Coppe nazionali | Coppe nazionali | Coppe continentali | Coppe continentali | Coppe continentali | Altre coppe | Altre coppe | Altre coppe | Totale | Totale |
| Stagione        | Squadra         | Comp            | Pres       | Reti       | Comp            | Pres            | Reti            | Comp               | Pres               | Reti               | Comp        | Pres        | Reti        | Pres   | Reti   |
| --------------- | --------------- | --------------- | ---------- | ---------- | --------------- | --------------- | --------------- | ------------------ | ------------------ | ------------------ | ----------- | ----------- | ----------- | ------ | ------ |
| 2006-2007       | Chelsea         | PL              | 11         | -12        | FACup+CdL       | 1+3             | -1 + -1         | UCL                | 3                  | -2                 | CS          | 0           | 0           | 18     | -16    |
| 2007-2008       | Chelsea         | PL              | 3          | -2         | FACup+CdL       | 1+1             | 0 + -1          | UCL                | 1                  | 0                  | CS          | 0           | 0           | 6      | -3     |
| 2008-2009       | Chelsea         | PL              | 1          | 0          | FACup+CdL       | 0               | 0               | UCL                | 0                  | 0                  | -           | -           | -           | 1      | 0      |
| 2009-2010       | Chelsea         | PL              | 3          | -5         | FACup+CdL       | 4+3             | -1 + -3         | UCL                | 1                  | 0                  | CS          | 0           | 0           | 11     | -9     |
| 2010-2011       | Chelsea         | PL              | 0          | 0          | FACup+CdL       | 0               | 0               | UCL                | 0                  | 0                  | CS          | 1           | -3          | 1      | -3     |
| 2011-2012       | Chelsea         | PL              | 2          | -2         | FACup+CdL       | 0               | 0               | UCL                | 0                  | 0                  | -           | -           | -           | 2      | -2     |
| 2012-2013       | Chelsea         | PL              | 0          | 0          | FACup+CdL       | 0               | 0               | UCL+UEL            | 0                  | 0                  | CS+SU+Cmc   | 0           | 0           | 0      | 0      |
| 2013-2014       | Chelsea         | PL              | 0          | 0          | FACup+CdL       | 0               | 0               | UCL                | 0                  | 0                  | SU          | 0           | 0           | 0      | 0      |
| Totale carriera | Totale carriera | Totale carriera | 20         | -21        |                 | 13              | -7              |                    | 5                  | -2                 |             | 1           | -3          | 39     | -33    |

### Presenze e reti in Nazionale
| Cronologia completa delle presenze e delle reti in nazionale ― Portogallo | Cronologia completa delle presenze e delle reti in nazionale ― Portogallo | Cronologia completa delle presenze e delle reti in nazionale ― Portogallo | Cronologia completa delle presenze e delle reti in nazionale ― Portogallo | Cronologia completa delle presenze e delle reti in nazionale ― Portogallo | Cronologia completa delle presenze e delle reti in nazionale ― Portogallo | Cronologia completa delle presenze e delle reti in nazionale ― Portogallo | Cronologia completa delle presenze e delle reti in nazionale ― Portogallo |
| Data                                                                      | Città                                                                     | In casa                                                                   | Risultato                                                                 | Ospiti                                                                    | Competizione                                                              | Reti                                                                      | Note                                                                      |
| ------------------------------------------------------------------------- | ------------------------------------------------------------------------- | ------------------------------------------------------------------------- | ------------------------------------------------------------------------- | ------------------------------------------------------------------------- | ------------------------------------------------------------------------- | ------------------------------------------------------------------------- | ------------------------------------------------------------------------- |
| 3-3-2010                                                                  | Coimbra                                                                   | Portogallo                                                                | 2 – 0                                                                     | Cina                                                                      | Amichevole                                                                | -                                                                         | 46’                                                                       |
| Totale                                                                    |                                                                           | Presenze                                                                  | 1                                                                         |                                                                           | Reti                                                                      | -0                                                                        |                                                                           |

## Palmarès

### Competizioni nazionali
- Supercoppa di Portogallo: 1

Porto: 1996
- Campionato portoghese: 2

Porto: 1996-1997, 1997-1998
- Coppa del Portogallo: 3

Porto: 1997-1998, 1999-2000, 2000-2001
- Coppa di Lega inglese: 2

Chelsea: 2006-2007, 2014-2015
- Coppa d'Inghilterra: 4

Chelsea: 2006-2007, 2008-2009, 2009-2010, 2011-2012
- Community Shield: 1

Chelsea: 2009
- Campionato inglese: 2

Chelsea: 2009-2010, 2014-2015

### Competizioni internazionali
- UEFA Champions League: 1

Chelsea: 2011-2012
- UEFA Europa League: 1

Chelsea: 2012-2013